# Lee Won-jong
Dans ce nom coréen, le nom de famille, Lee, précède le nom personnel.
Lee Won-jong (coréen : 이원종), né le 1er janvier 1969 à  Buyeo, est un acteur sud-coréen.

## Biographie

### Carrière cinématographique
Lee Won-jong a commencé sa carrière d'acteur en 1991 à l'âge de 22 ans dans la série télévisée Love School. La percée de sa carrière s'annonce avec le film dramatique Sur la trace du serpent réalisé par Lee Myung-se en 1999 où il joue aux côtés de Ahn Sung-ki et Jang Dong-gun. La même année, il apparaît dans le film d'action Attack The Gas Station! de Kim Sang-jin. 
En 2000, il incarne le rôle de Oh Dae-san dans la comédie dramatique Foul King de Kim Jee-woon où joue avec Song Kang-ho et Jang Jin-young.
Il joue le rôle de Yoo Yeong-gil, un père attentionné qui s'occupe de ses enfants, seul à la suite du divorce de sa femme dans la série Wild Romance en 2011. De 2011 à 2012, il interprète le rôle du détective Hwang Soon-bum dans la série télévisée Vampire Prosecutor. Le 25 septembre 2012, il devient le porte-parole de la Croix-Rouge nationale de la République de Corée avec ses collègues acteurs Yeon Jung-hoon, Lee Young-ah et Kim Joo-young pour la promotion des dons de sang.

## Filmographie

### Cinéma
- 1994 : Coffee, Copy and a Bloody Nose (커피 카피 코피) de Kim Yu-min : Lui-même
- 1998 : Two Cops 3 (투캅스 3) de Kim Sang-jin : Lui-même
- 1999 : Sur la trace du serpent (인정사정 볼 것 없다) de Lee Myung-se : Lui-même
- 1999 : Attack The Gas Station! (주유소 습격사건) de Kim Sang-jin : Policier
- 2000 : Foul King (반칙왕) de Kim Jee-woon : Oh Dae-san
- 2001 : Kick the Moon (신라의 달밤) de Kim Sang-jin : Chun-soo
- 2001 : Hi! Dharma! (달마야 놀자) de Park Chul-kwan : Monk Hyeon-gak
- 2002 : Fun Movie (재밌는 영화) de Jang Gyu-sung : Lui-même
- 2002 : 4 Toes (4발가락) de Gye Yun-shik : Haetae
- 2002 : Break Out (라이터를 켜라) de Jang Hang-jun : Lui-même (caméo)
- 2002 : Birth of a Man (남자 태어나다) de Park Hee-joon : Lui-même
- 2002 : Baby Alone (유아독존) de Hong Jong-oh : Pung-ho
- 2003 : My Wife Is a Gangster 2 (조폭 마누라 2 - 돌아온 전설) de Jeong Heung-sun : Yeo Sa-rang
- 2003 : Once Upon a Time in a Battlefield (황산벌) de Jeong Heung-sun : Yeon Kae So Moon
- 2003 : A Man Who Went to Mars (화성으로 간 사나이) de Kim Jeong-kwon :
- 2003 : Oh! Brothers (오! 브라더스) de Kim Yong-hwa : Mr. Hong
- 2004 : Lovely Rivals (여선생 vs 여제자) de Jang Kyu-sung : Agent de police
- 2004 : Hi! Dharma 2: Showdown in Seoul (달마야, 서울 가자) de Yook Sang-hyo : Frère Hyeon-gak
- 2005 : Friendly and Harmonious (화기애애) de Jang Hee-seon : Lui-même
- 2006 : Oh! My God (구세주) de Kim Jeong-woo : Doo-sik
- 2006 : 200 Pounds Beauty (미녀는 괴로워) de Kim Yong-hwa : Diseur de bonne aventure (caméo)
- 2006 : Dasepo Naughty Girls (다세포 소녀) de E J-yong : Big Razor Sis
- 2007 : Herb (허브) de Heo In-moo : Agent de police Jang
- 2007 : Small Town Rivals (이장과 군수) de Jang Jyu-sung : Manifestant
- 2007 : Bunt (날아라 허동구) de Park Gyu-tae :  Président de la compagnie immobilière
- 2008 : The Sun Told Me to ··· (여름이 시키는대로) de Jeong Yeon-won :
- 2008 : Frivolous Wife (날나리 종부전) de Lim Won-kook : Père de Yeon-soo
- 2008 : The Accidental Gangster and the Mistaken Courtesan (1724 기방난동사건) de Yeo Kyun-dong : Chil-Gab
- 2009 : Marine Boy (마린보이) de Yoon Jong-seok : Détective Kim Gae-ko
- 2009 : The Weird Missing Case of Mr. J (정승필 실종사건) de Kang Seok-beom : Ma Dong-Po
- 2009 : Sky and Ocean (하늘과 바다) de Oh Dal-kyun : Lui-même (caméo)
- 2010 : Petty Romance (째째한 로맨스) de Kim Jung-hoon : Lee Se-young
- 2011 : I am Father (나는 아빠다) de Jeon Man-bae et Lee Se-yeong : Trafiquant d'organes (caméo)
- 2011 : Battlefield Heroes  (평양성) de Lee Joon-ik : Yeon Gae So Moon
- 2011 : Pink (핑크) de Jeon Soo-il : Kyung-soo, policier
- 2012 : Miss Conspirator (미쓰 GO) de Park Chul-kwan :  Psychiatre de Chun Soo-ro
- 2013 : How to Use Guys with Secret Tips (남자사용설명서) de Lee Won-suk :  Yook Bong-a
- 2014 : Mr. Perfect (백프로) de Kim Myung-kyun : Père de Jong-hee
- 2015 : Hot Service: A Cruel Hairdresser (화끈한 써비스 : 어느 잔인한 미용사의) de Nam Ki-woong : Gil-soo

### Télévision

#### Séries télévisées
- 1991 : Love School (사랑의 학교)
- 1996 : Dragon's Tears (용의 눈물)
- 1998 : King and Rain (왕과 비)
- 1998 : Legend of Ambition (야망의 전설)
- 1999 : The Clinic for Married Couples: Love and War (부부클리닉 사랑과 전쟁)
- 2002 : Age of Wanderer (야인시대)
- 2003 : Bodyguard (보디가드) : Bang Man-bok
- 2003 : My Mother (달려라 울엄마) : Ko Won-jong
- 2004 : The Land (토지) : Gendre de Mr.Kim
- 2004 - 2005 : Emperor of the Sea (해신) : Choi Moo-chang
- 2005 : Hanoi Bride (하노이 신부) : Park Suk-woo
- 2006 : Sharp 3 (성장드라마 반올림3) : Lui-même
- 2007 : War of Money (쩐의 전쟁) : Ma Dong-po
- 2008 : Gourmet (식객) : Dal-Pyung
- 2008 : The Great King Sejong (대왕 세종) : Yun Hee
- 2008 : Iljimae (일지매) : Byeon-sik
- 2008 : Korean Ghost Stories (전설의 고향) : Ange de la mort (épisode 7)
- 2009 : Ja Myung Go (자명고) : Cha Cha-soong
- 2009 : The Partner (파트너) : Kim Yong-su
- 2009 : Hot Blood (열혈 장사꾼) : Mae-Wang
- 2010 : Kim Su-ro, The Iron King (김수로) : Yeom Sa-chi
- 2010 : Becoming a Billionaire (부자의 탄생) : Professeur de mathématiques du collège de Choi Seok-bong
- 2011 : Warrior Baek Dong-soo (무사 백동수) : Hong Dae-joo
- 2011 : Scent of a Woman (여인의 향기) : Andy Wilson
- 2011 : Vampire Prosecutor (뱀파이어 검사) : Détective Hwang Soon-bum
- 2012 : Wild Romance (난폭한 로맨스) : Yoo Young-gil
- 2012 : Man From the Equator (적도의 남자) : Lee Yong-bae
- 2012 : Dr. Jin (닥터 진) : Joo Pal-yi
- 2012 : Vampire Prosecutor 2 (뱀파이어 검사 2) : : Détective Hwang Soon-bum
- 2013 : The Fugitive of Joseon (천명 : 조선판 도망자 이야기) : Geo-chil
- 2013 : The Blade and Petal (칼과 꽃) : Jang-po
- 2013 : Unemployed Romance (실업급여 로맨스) : Employé de la compagnie d'assurance (Episode 3)
- 2013 : Empress Ki (기황후) : Eunuque Dok Man Jil A
- 2014 : Secret Door (비밀의 문) : Park Mun-su
- 2014 : Birth of a Beauty (미녀의 탄생) : Chauffeur de taxi (caméo)
- 2014 : The Man in the Mask (복면검사) : Ji Dong-chan
- 2015 : The Wind Blows to the Hope (바람은 소망하는 곳으로 분다) : Yoo Jae-man
- 2015 : Naemsaereul boneun sonyeo (냄새를 보는 소녀) : Kang Hyuk
- 2015 : Hidden Identity (신분을 숨겨라) : Choi Tae-pyeong

#### Téléfilms
- 2011 : Princess Hwapyung's Weight Loss (화평공주 체중 감량사) : Roi